# Гольдегг-ім-Понгау
Гольдегг-ім-Понгау — містечко та громада в австрійській землі Зальцбург. Місто належить округу Санкт-Йоганн-ім-Понгау. 